# Vertrag von Suwałki

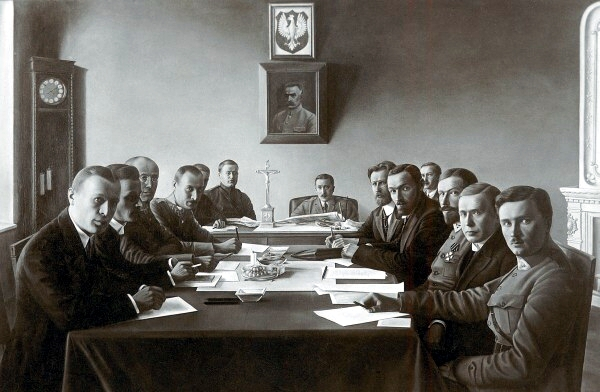
Vertrag von Suwałki. Links polnische, rechts litauische Delegation

Der Vertrag von Suwałki vom 7. Oktober 1920 zwischen Polen und Litauen, auch als Abkommen oder Waffenstillstand bezeichnet, war ein Ereignis im Rahmen der Grenzkonflikte beider Länder nach deren Unabhängigkeit als Folge des Ersten Weltkriegs und der russischen Oktoberrevolution.

## Interessenlage
Während polnische Bestrebungen auf die Wiederherstellung des Staatsgebiets innerhalb der Grenzen der alten Adelsrepublik Polen-Litauen abzielten, zu der unter anderem Litauen, Weißrussland und große Teile der Ukraine gehört hatten, bestanden in Sowjetrussland ähnliche Absichten zur Einverleibung Weißrusslands, der Ukraine und der ehemaligen baltischen Ostseeprovinzen. Zwischen diesen gegensätzlichen Zielvorstellungen hatte sich Litauen zu behaupten, dessen Nationalisten zwar mit denen Polens im Kampf gegen die Bolschewiki einig waren, sich aber in der Frage der Unabhängigkeit Litauens erbittert gegen die polnischen Pläne zur Wehr setzten.

## Militärische Lage
Als im Sommer 1920 die Truppen der Roten Armee auf Warschau zumarschierten und Polen am Rande der Niederlage schien, wurde am 12. Juli 1920 in Moskau ein litauisch-russischer Friedensvertrag unterzeichnet, worin beide Parteien sich über einen gemeinsamen Grenzverlauf 100 km östlich der litauischen Hauptstadt Vilnius einigten. In der siegreichen Schlacht von Warschau im August konnte Polen die Sowjets schlagen, und da auch Litauen eine Reihe von Rückschlägen hinnehmen musste, hatte Polen militärisch die Oberhand.

## Verhandlungen
Auf Vorschlag des polnischen Außenministers Eustachy Sapieha und durch Vermittlung des Völkerbundes kam es zu Waffenstillstandsverhandlungen zwischen Polen und Litauen, die vom 15. bis zum 18. September 1920 in Kalvarija begannen und vom 29. September bis zum 7. Oktober im bereits polnisch besetzten Suwałki fortgesetzt wurden. Die litauische Delegation bestand aus General Maksimas Katche, Major Aleksandras Šumskis, Bronius Balutis, Voldemaras Čarneckis und Mykolas Biržiška. Polen wurde durch Oberst Mieczysław Mackiewicz und Juliusz Łukasiewicz vertreten. Während die litauische Delegation in Kontakt mit ihrer Regierung in Kaunas stand, erhielten die polnischen Verhandlungsführer Instruktionen von ihrem Staatschef Marschall Józef Piłsudski, der sich in einem Eisenbahnwagen auf dem Bahnhof von Białystok aufhielt.

## Ergebnis
In Gegenwart von Beobachtern des Völkerbundes wurde am 7. Oktober 1920 in Suwałki ein Abkommen unterzeichnet, das gemäß Artikel V am 10. Oktober in Kraft treten und bis zur endgültigen Regelung aller Gebietskonflikte Gültigkeit behalten sollte. Das Abkommen umfasst fünf Artikel folgenden Inhalts:
- Artikel I: Die Demarkationslinie. Beschreibt den Verlauf entsprechend der sogenannten Curzon-Linie, die eine Teilung der Region zur Folge hat, sodass Städte wie Sejny, Suwałki und Augustów in polnischer Hand verbleiben.
- Artikel II: Einstellung der Feindseligkeiten. Beinhaltet den Waffenstillstand entlang der Demarkationslinie.
- Artikel III: Die Bahnstation von Orany / Varėna. Freie Transiterlaubnis für litauische Zivilzüge, aber eingeschränkter Militärverkehr unter Auflagen.
- Artikel IV: Austausch von Gefangenen.
- Artikel V: Datum des Inkrafttretens, Dauer, Aufriss in deutscher Generalstabskarte 1:100000, Ausfertigungen in Litauisch und Polnisch.

Der Status von Vilnius wurde nicht berührt.

## Bruch des Abkommens
Noch vor dem Inkrafttreten wurde das Abkommen am 9. Oktober durch die überfallartige Einnahme von Vilnius durch Truppen des polnischen Generals Lucjan Żeligowski gebrochen. Polen akzeptierte die im litauisch-russischen Friedensvertrag vom 12. Juli 1920 vereinbarte Übergabe von Vilnius an Litauen und die in Suwałki vereinbarte Demarkationslinie nicht und wollte durch einen militärischen Handstreich vollendete Tatsachen schaffen. Obwohl das polnische Staatsoberhaupt Marschall Piłsudski Żeligowskis Coup ursprünglich als nicht autorisiert bezeichnet hatte, übernahm er später die Verantwortung für diese Aktion. Der Völkerbund verurteilte am 19. Oktober 1920 den Bruch des Abkommens von Suwałki; die litauische Regierung brach die Beziehungen zu Polen ab. Żeligowskis Offensive konnte im November gestoppt werden, jedoch blieb Vilnius bis zur Besetzung durch die Sowjetunion im September 1939 in polnischer Hand.